# Pulchroppia elegans
Pulchroppia elegans är en kvalsterart som beskrevs av Hammer 1979. Pulchroppia elegans ingår i släktet Pulchroppia och familjen Oppiidae. Inga underarter finns listade i Catalogue of Life.